# Philip Coppens (nhà hóa học)
Philip Coppens (ngày 24 tháng 10 năm 1930 – ngày 21 tháng 6 năm 2017) là nhà hóa học và nhà tinh thể học người Mỹ gốc Hà Lan nổi tiếng nhờ việc phân tích mật độ điện tích sử dụng tinh thể học tia X và công trình tiên phong trong lĩnh vực quang tinh thể học.

## Học vấn và sự nghiệp
Coppens quê quán ở Amersfoort thi đậu lấy bằng Cử nhân và Tiến sĩ của Đại học Amsterdam vào năm 1954 và 1960, dưới sự giám sát của Carolina MacGillavry. Năm 1968, sau khi được bổ nhiệm tại Viện Weizmann và Phòng thí nghiệm Quốc gia Brookhaven, ông còn được phân công vào làm tại khoa hóa học ở Đại học Tiểu bang New York ở Buffalo. Ông là Giáo sư Xuất sắc SUNY và là người giữ chức Chủ tịch Hóa học Henry M. Woodburn. Trong số nhiều cấu trúc 3 chiều mà Coppens mô tả đặc điểm là nitroprusside ion.

## Vinh danh
Coppens là viện sĩ Viện Hàn lâm Khoa học và Nghệ thuật Hoàng gia Hà Lan từ năm 1979 và là thành viên Hiệp hội vì sự Tiến bộ Khoa học Mỹ từ năm 1993. Ngoài ra, ông còn được trao Giải thưởng Gregori Aminoff của Viện Hàn lâm Khoa học Hoàng gia Thụy Điển vào năm 1996, Giải thưởng Ewald của Liên minh Tinh thể học Quốc tế vào năm 2005, và Huy chương Kołos vào năm 2013.

## Tác phẩm
- Coppens, Philip, biên tập (1972). Proceedings of the Symposium on "Experimental and Theoretical Studies of Electron Densities" at University of New Mexico, Albuquerque, New Mexico, April 4-5, 1972 (bằng tiếng Anh). Pittsburgh, Pa.: Polycrystal Book Service. OCLC 256278163.
- Coppens, Philip; Hall, Michael B, biên tập (1982). Electron distributions and the chemical bond (bằng tiếng Anh). New York: Plenum Press. ISBN 978-0-306-41000-0. OCLC 865271066.
- Coppens, Philip; Cox, David; Vlieg, Elias; Robinson, Ian K (1992). Synchrotron radiation crystallography (bằng tiếng Anh). London; San Diego; New York: Academic Press. ISBN 978-0-12-188080-4. OCLC 468470415.
- Kao, Yi-Han; Kwok, Hoi-Sing; Coppens, Philip, biên tập (1991). Superconductivity and its applications: Buffalo, NY 1990 (bằng tiếng Anh). New York: American Institute of physics. ISBN 978-0-88318-835-4. OCLC 468309233.
- Coppens, Philip (1997). X-ray charge densities and chemical bonding (bằng tiếng Anh). Oxford: Oxford Univ. Press. ISBN 978-0-19-509823-5. OCLC 845312646.